# Théorine Aboa Mbeza
Théorine Aboa Mbeza (nacido el 25 de agosto de 1992) es una jugadora de voleibol camerunesa. Fue miembro  del equipo de voleibol nacional femenino de Camerún en los Juegos Olímpicos de Río de Janeiro 2016.